# Nowyje Timiersiany
Nowyje Timiersiany (ros. Новые Тимерсяны) – wieś (sieło) w Rosji, w obwodzie uljanowskim, w rejonie cylnińskim. W 2010 liczyła 559 mieszkańców.